# Xã Padonia, Quận Brown, Kansas
Xã Padonia (tiếng Anh: Padonia Township) là một xã thuộc quận Brown, tiểu bang Kansas, Hoa Kỳ. Năm 2010, dân số của xã này là 234 người.